# Music PORTER
Music PORTER（ミュージックポーター）は、三菱電機が開発した、NTTドコモの第二世代携帯電話 (mova) 端末製品 mova D253iWM（ムーバ・ディー に ご さん アイ・ダブリュー エム）のブランド名である。2004年リリース。
型番末尾の WM とは With Music を意味している。これを冠した製品は2000年リリースのソニー製端末、SO502iWM以来である。

## 概要
携帯音楽プレーヤーとして当時台頭していたポータブルMDプレーヤーを意識してデザインされた形状の折りたたみ式端末。
折りたたみ時は任天堂製の携帯ゲーム機、ゲームボーイアドバンスSPと同じような、正方形にほど近い、携帯電話としては特異な形状である。
カラーバリエーションはWHITE（ホワイト）、BLACK（ブラック）、RED（レッド）の三種類。
Music PORTERはFMラジオチューナーを内蔵しているほか、メモリースティック Duo に保存された音楽ファイルを再生することができる。
側面にmini-B型のUSB端子を装備。
パソコンとはUSBケーブルを用いて接続し、付属するジャストシステム製メディアプレーヤー「BeatJam」によって転送する。音楽再生時間は、楽曲ファイル再生が6時間、FMラジオが24時間。
製品にはマイク付リモコンと、容量64MBのマジックゲート・メモリースティック Duo が付属しており、特別にCrystal Kayが歌う『Kiss Music PORTER version』が収録されている。CMにもCrystal Kayが出演、『Kiss』をアカペラで歌った。
なお、メモリースティック PRO Duoには対応しておらず、容量の上限は事実上128MBである。
ディスプレイは大きさ1.8インチのTFT液晶。
その側面にはいくつかのボタンを搭載し、折りたたんだ状態でも携帯音楽プレーヤー機能を利用できるよう配慮されている。
ATOKはAI推測変換を搭載し、絵文字の連続入力も可能。着信メロディは32和音に対応。
三菱電機製の最後のmova（PDC）端末である。また、D901iからはSymbian OSを採用したため、最後の自社OS搭載端末になった。

## 歴史
- 2004年10月4日: 発表。
- 2004年10月14日: 電気通信端末機器審査協会 (JATE) による審査を通過（認定番号: A04-0525001）。
- 2004年12月10日: 発売開始。
- 2012年3月31日：movaサービス終了により使用はこの日限りとなる。